# 汉初县
汉初县是四川省武胜县最早的县名，它始置于南朝齐国(公元427-501年)，析垫江县以北地建汉初县，县治今武胜县烈面镇汉初村。西魏改设青居县，隋朝恢复旧名，至元朝至元四年（1267年）废汉初县，改设武胜军。对于县名来历，有两个说法：一是以此城是汉朝初年雍齿开发建成的为由，遂定名为汉初县；二是南齐在东宕渠獠郡置县，本谓是开獠俚（对自贵州入川之獠人的蔑称）郡之初置汉人县。汉人初次来开发，便称汉初县。